# Pante (Syamtalira Aron)
Pante is een bestuurslaag in het regentschap Aceh Utara van de provincie Atjeh, Indonesië. Pante telt 608 inwoners (volkstelling 2010).